# 御前城
御前城（ごぜんじょう）は、栃木県さくら市氏家町にあった中世の日本の城。別名馬場城、増渕城。

## 概要
御前城の築城年、築城者はともに不明であるが、鎌倉時代初期には下野宇都宮氏分家の氏家氏の祖である氏家公頼の居城であったという。
室町時代の延文年間には馬場氏、戦国時代には舟生右茂四郎が城主であり、頻繁に城主の一族が代わっていた模様。
慶長2年 (1597年) に豊臣政権の内部争いに宇都宮氏が巻き込まれて改易されると、御前城も廃城になったという。

## 現在の状況
大正12年（1923年）、跡地に氏家小学校が新築移転されたことにより、城郭の大部分は破壊された。
現在は、土塁がまだ残っているという。市指定史跡に指定されている。